# Highstreet Holding

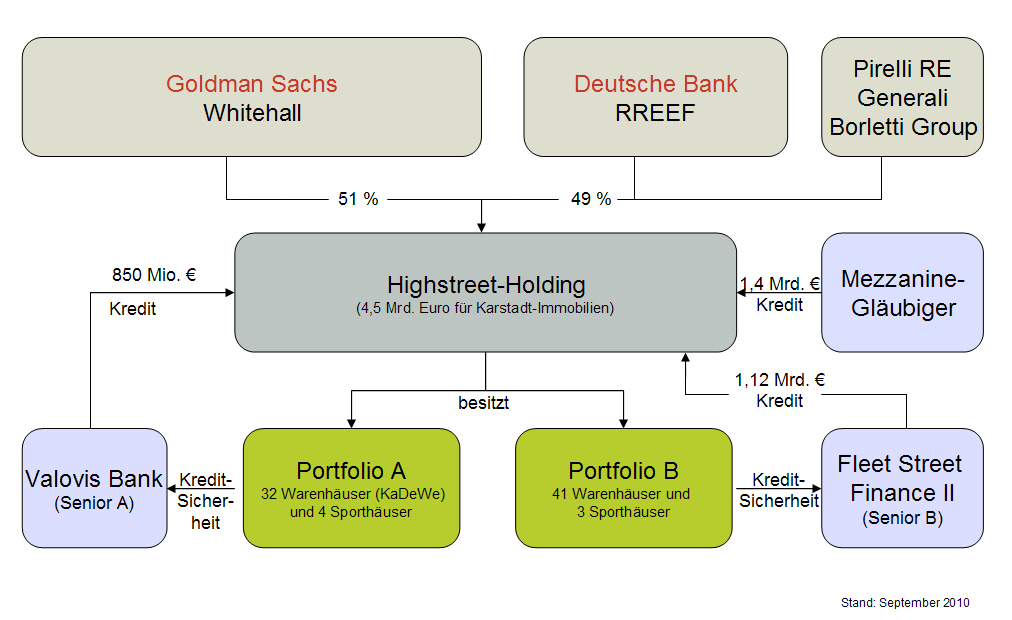
Eigentumsverhältnisse und Verbindlichkeitenstruktur des Immobilienkonsortiums Highstreet, 2010

Die Highstreet Holding GbR ist ein Immobilien-Konsortium, dessen einziger Geschäftszweck der Besitz und die Vermietung der Warenhäuser des deutschen Warenhaus-Unternehmens Karstadt seit 2006 ist. Die Highstreet Holding ist nach deutschem Recht eine Gesellschaft bürgerlichen Rechts (GbR) mit einer Geschäftsadresse in Amsterdam ohne eigene Angestellte. Der Unternehmensname (Firma) Highstreet ist der englischen Sprache entlehnt und bezeichnet dort die Hauptgeschäftsstraße eines Ortes.
Im Jahr 2010 stand die Highstreet Holding im Zentrum einer der dramatischsten Verhandlungen in der bundesdeutschen Wirtschaftsgeschichte während des größten Insolvenzverfahrens der deutschen Nachkriegsgeschichte. Die Insolvenz von Karstadts Dachgesellschaft Arcandor AG machte auch eine Senkung der Mieten erforderlich, die von über hundert Gläubigern jeweils einzeln gebilligt werden musste. Highstreet weist wegen der Verbriefungs-Form CMBS eine zersplitterte Gläubigerstruktur auf. Während der langwierigen und belastenden Verhandlungen konzentrierte sich die Kritik vor allem auf die Highstreet-Konsorten. Doch auch die CMBS haben die Lage für Karstadt vor und während der Insolvenz zusätzlich belastet.

## Struktur

Konsortialführer von Highstreet

Am 27. März 2006 wurde das Goldman-Sachs-Immobilienunternehmen Whitehall mit 51 % Konsortialführer und übernahm gegenüber den 49 % der KarstadtQuelle AG die alleinige Geschäftsführungsbefugnis der Highstreet Holding. Am 19. März 2008 lösten die Immobilienunternehmen der Deutschen Bank RREEF, Generali Real Estate Fund S.A., Pirelli RE sowie der Borletti Group (2 %) die Arcandor AG (bis 30. Juni 2007: KarstadtQuelle AG) als Konsorten ab. Die Highstreet Holding GbR ist über die niederländische Zwischengesellschaft Highstreet Seven B.V. wiederum in zwei Untergesellschaften aufgeteilt, denen die Immobilien gehören: Highstreet A Portfolio GbR mit 32 Waren- und vier Sporthäusern und Highstreet B Portfolio GbR mit 41 Waren- und drei Sporthäusern. Die CMBS-Anleihen des Immobilienportfolios A gehören der Valovis Bank (bis 9. März 2007: Karstadt Hypothekenbank AG) mit 0,85 Mrd. € und die Anleihen des Immobilienportfolios B gehört den Anleihe-Gläubigern von Fleet Street Finance Two (FS2) mit 1,12 Mrd. € (Stand: August 2010). Viele deutsche Finanzierungs- und Immobiliengesellschaften firmieren aus steuerlichen Gründen als niederländische «B.V.».
Nach dem Stand von Juli 2008 besaß und vermietete die Highstreet Holding GbR insgesamt 164 Objekte in ganz Deutschland mit einer gesamten Brutto-Fläche von 3,2 Mio. m² (Mietfläche: 2,1 Mio. m²). Zu diesem Zeitpunkt umfasste das Portfolio 81 Warenhäuser, 9 Sportartikelgeschäfte, 28 Parkplätze, 14 Bürogebäude und 32 andere Aktiva (mit gemischter Nutzung, Einzelhandels-Verkaufsstellen, Logistik, Grundstücke etc.). Nach der Insolvenz ab Juni 2009 reduzierten sich die Waren- und Sporthäuser durch Schließungen unrentabler Filialen auf 86 von insgesamt 120 Häusern.

## Geschichte

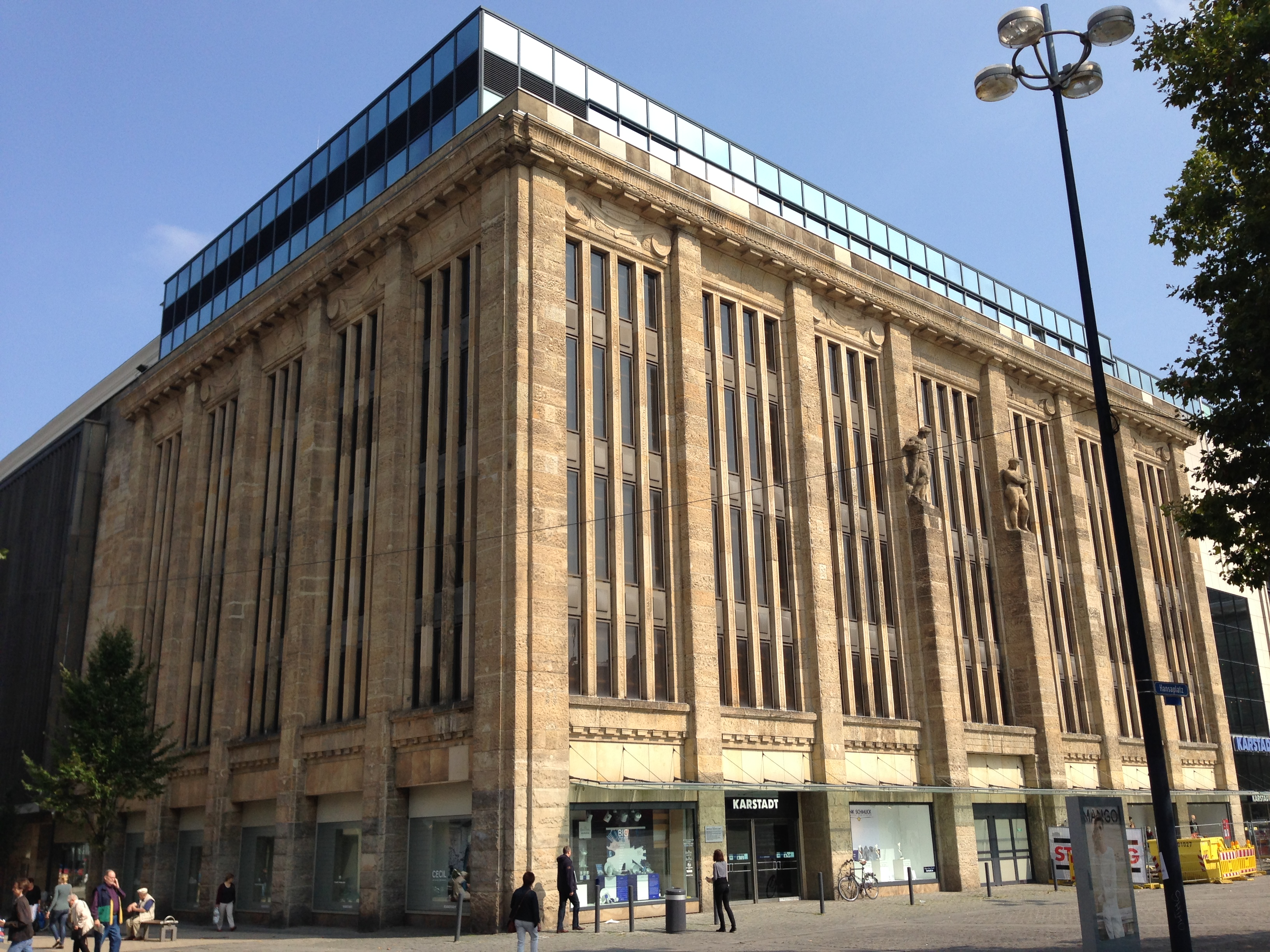
Karstadt-Filiale Dortmund, Hansaplatz

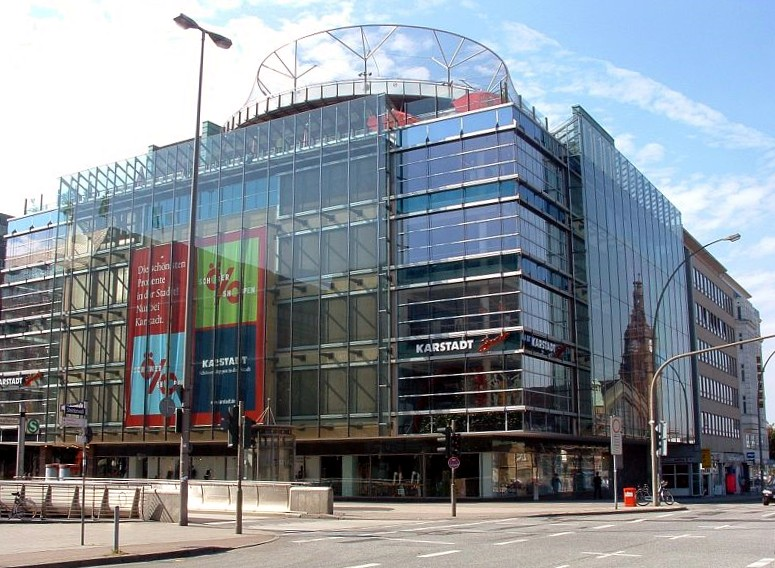
Karstadt-Sporthaus Hamburg, Mönckebergstraße

Im Frühjahr 2006 konnte Alexander Dibelius, der Deutschland-Geschäftsführer von Goldman Sachs, den damaligen KarstadtQuelle-AG-Vorstandsvorsitzenden Thomas Middelhoff davon überzeugen, die KarstadtQuelle AG mit dem Verkauf ihrer Warenhaus-Immobilien zu sanieren. Goldman Sachs erhielt den Zuschlag für den Kauf ohne Ausschreibung, obwohl sich über 20 Interessenten schon vor dem offiziellen Start der Auktion bei KarstadtQuelle gemeldet hatten. Zur Begründung seiner Bevorzugung für Goldman Sachs gab Middelhoff an: „Die waren viel schneller und engagierter als andere Banken. So etwas vergisst man nicht.“ Die KarstadtQuelle-Immobilien wurden zum Gegenstand einer der größten europäischen Immobilienverkäufe überhaupt und wurde daher als „monster deal“ bezeichnet.
Dibelius gründete dafür mittels der Goldman-Sachs-Immobiliengesellschaft Whitehall das Immobilien-Konsortium Highstreet, bei dem Whitehall 51 % Anteile hält. Er ließ Highstreet am 27. März 2006 die erste Tranche von 51 % der Karstadt-Warenhäuser für 3,7 Milliarden Euro kaufen. Karstadt verpflichtete sich neben den Mietzahlungen, sämtliche Sanierungsarbeiten der Filialgebäude selbst zu übernehmen. Goldman Sachs/Whitehall erhielt dafür Gebühren in Höhe von 32 Mio. Euro. Im Sommer 2007 plante Goldman Sachs nach Angaben vom Handelsimmobilien Report den Verkauf seiner Highstreet-Anteile, doch die Subprime-Krise ab Juli 2007 verhinderte den geplanten Verkauf.
Ebenso erschwerte die US-Immobilienkrise den Verkauf von weiteren Warenhäusern. Erst am 19. März 2008 verkaufte die Arcandor AG (bis 30. Juni 2007 KarstadtQuelle AG) unter Beratung des Bankhauses N M Rothschild & Sons ihren 49%igen Anteil an die Highstreet Holding für 800 Millionen Euro, die insgesamt 86 (von damals 133, heute: 120) Waren- und Sporthäuser wieder an Arcandor vermietet. Den 49%igen Arcandor-Anteil übernahmen die Immobiliengesellschaften der Deutschen Bank RREEF, Generali Real Estate Fund S.A., Pirelli RE sowie der Borletti Group (2 %). Die Mieten wurden für 15 Jahre festgeschrieben und sollten auf rund 160 Millionen Euro für die kommenden Jahre steigen, „bei einzelnen Filialen auf bis zu 20 Prozent des Umsatzes.“

### Bewertung der Immobilien
Im Geschäftsjahr 2003 betrug der Buchwert der 190 Warenhäuser und weiterer Warenlager von Karstadt, Quelle und SinnLeffers & Co. insgesamt 2,8 Milliarden Euro. Der Verkehrswert dagegen lag bei 4,7 Mrd. Euro nach Angaben des damaligen Vorstandsvorsitzenden Christoph Achenbach. Eine Gesamtvermietung aller Immobilien hätte Karstadt nur zwei Drittel des geschätzten Verkehrswerts eingebracht, da Investmentgesellschaften wie Cerberus und Blackstone oft nicht mehr als 60 % des Verkehrswerts bieten.
Mitte der 2000er-Jahre erreichte der Immobilienboom seinen Höhepunkt, und dem damaligen Vorstandsvorsitzenden Middelhoff wurde von der Finanz- und Immobilienbranche eine geschickte Ausnutzung des Booms für den Immobilien-Verkauf von Karstadt bestätigt. Middelhoff konnte einen Kaufpreis von insgesamt 4,5 Mrd. Euro erzielen. Der Kaufpreis wurde von der Investmentbank N M Rothschild & Sons für 7,5 Mio. Euro geprüft und für günstig befunden, obwohl der Preis „deutlich höher“ war als der Buchwert. N M Rothschild & Sons hatte vor der Beratung (Debt Advisory) für den Verkauf des 49-prozentigen Anteils von Arcandor an Highstreet bereits im Juni 2004 die Finanzen von KarstadtQuelle einer gründlichen Prüfung ihrer Wirtschaftlichkeit unterzogen. Mit dem genauen Wissen von Markt- und Buchwert von Karstadt befand sich die Bank in einem Interessenkonflikt zwischen Beratungsinteresse und neutraler Prüfung. Die britische Investmentbank drängt seit Mitte der 2000er-Jahre stärker auf den deutschen Markt.

### Einsatz von CMBS

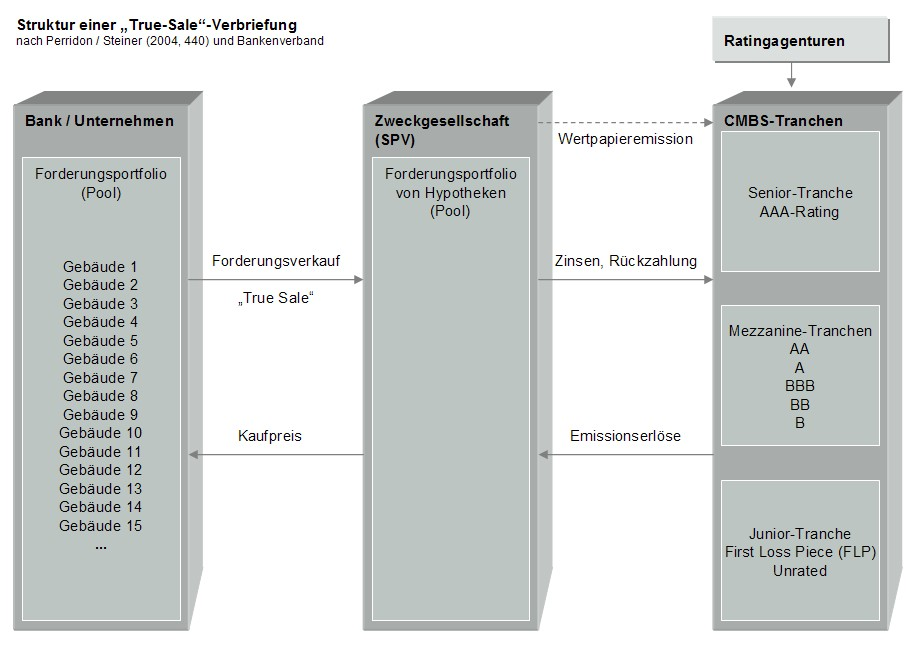
Struktur einer „True-Sale-Verbriefung“ bei CMBS

Um die Kaufsumme von 4,5 Milliarden € abzüglich der Provisionen nicht ausschließlich selbst finanzieren zu müssen, haben zunächst Goldman Sachs und zwei Jahre später die anderen vier Konsorten Anleihen aufgelegt und Kredite in Höhe von rund 90 % des Kaufpreises aufgenommen. Als Sicherheiten dienen für die Anleihen die Gebäude, die sich alle in 1A-Lagen befinden.
Whitehall wählte als Refinanzierungsinstrument Commercial Mortgage Backed Securities (CMBS). Die Forderungen und Verbindlichkeiten wurden bei den CMBS auf die Zweckgesellschaft Fleet Street Finance Two P.L.C. mit Sitz in Irland übertragen. Fleet Street Finance Two ist mit 1,12 Mrd. € Anleihen beteiligt. Diese Gruppe, intern auch Senior B genannt, soll rund 200 verschiedene Investoren (bond holders) umfassen. Nach Angaben von Real Estate Capital sind es nur 50 bond holders, doch viele andere Zahlenangaben dieser Zeitschrift weichen ebenfalls von den bekannten Daten ab. Anleihegläubiger mit einem großen Anteil sind Goldman Sachs mit etwa 10 % der Anleihen die State Street Bank, UBS, HSBC, Fortress und Prudential.
Die Mezzanine-Tranchen mit 1,4 Mrd. € wurden an Investoren wie Banken, Fonds und Hedge-Fonds weiterverkauft. Goldman Sachs hält ebenfalls große Anteile an den Mezzanine-Tranchen. In der Schlussphase der Verhandlungen mit den Berggruen Holdings wurde als ein weiterer Investor der Name der verstaatlichten Royal Bank of Scotland genannt, da diese sich weigerte, Sonderrechte für Goldman Sachs anzuerkennen. In der Gruppe der Mezzanine-Gläubiger sollen über 80 Parteien vertreten sein.

### Valovis Bank

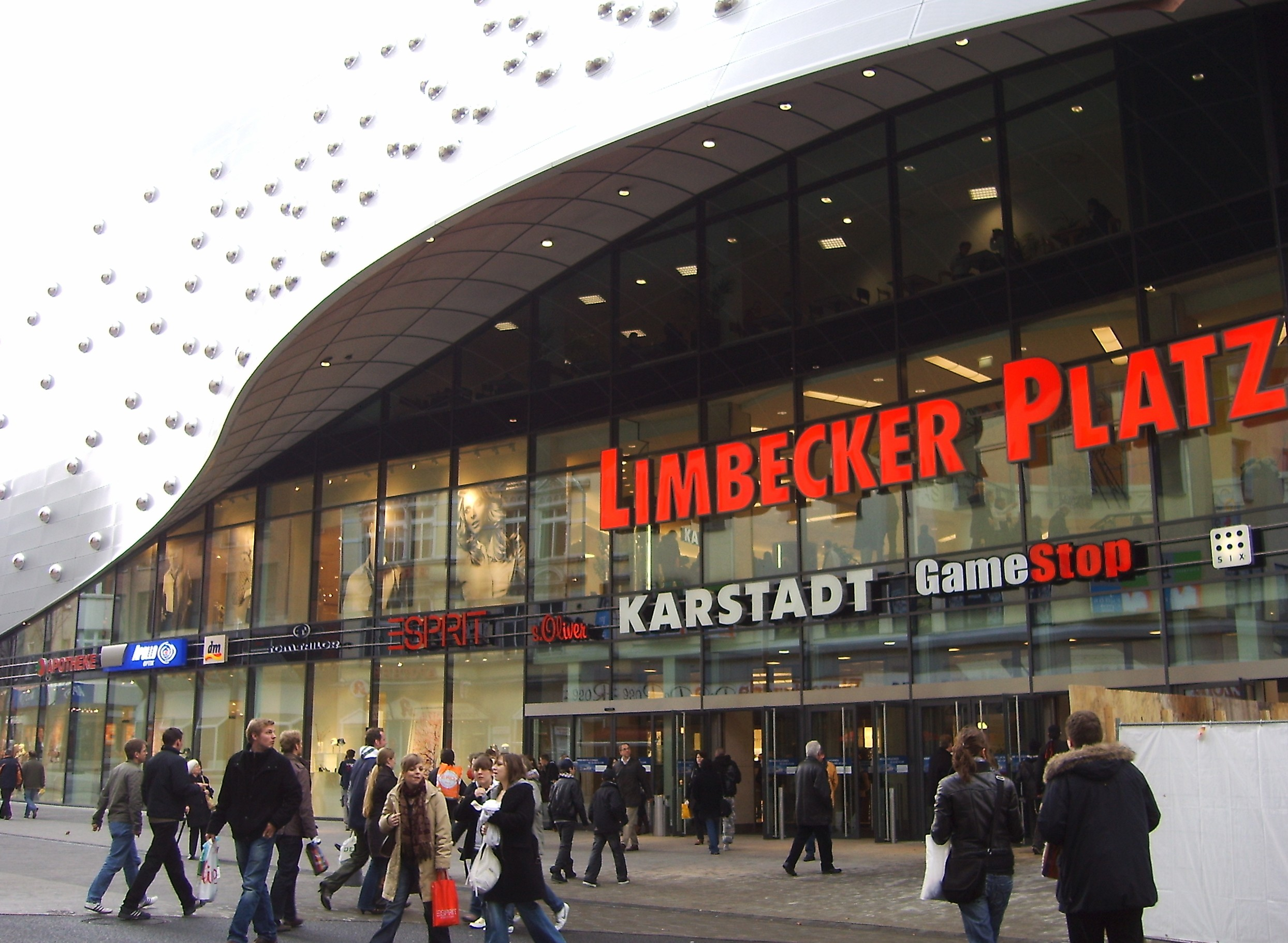
Karstadt-Filiale Essen, Limbecker Platz

Der frühere KarstadtQuelle-Vorstandsvorsitzende Wolfgang Urban wollte die chronische Schuldenlast des Unternehmens senken und gründete im Dezember 2001 die Karstadt Hypothekenbank AG, um Pfandbriefe auf Karstadt-Immobilien emittieren zu können. Ende 2004 hatte diese Pfandbriefbank Anleihen zum Buchwert von 1,6 Milliarden Euro ausgegeben, die mit Immobilien mit einem Marktwert von etwa 3,2 Milliarden Euro besichert waren. Als Vorteil für Karstadt wurde der „extrem niedrige“ Zinssatz der Pfandbriefe mit damals vier Prozent angesehen, der Karstadt nur 64 Mio. € jährlich kostete im Gegensatz zu den mindestens doppelt so hohen Kreditzinsen. Für eine Laufzeit der Pfandbriefe von 30 Jahren waren die Immobilien unverkäuflich. 37 der damals 190 Kaufhäuser ließ Urban dem Pensionsfonds Karstadt Quelle Mitarbeitertrust e. V. als Alleininhaber der Bank überschreiben. Die Bank verwaltet jedoch nur ein Fünftel des Pensionsvermögens der Karstadt-Mitarbeiter.
Im Laufe der Verhandlungen mit den Berggruen Holdings wurde erst am 6. Juli 2010 einer größeren Öffentlichkeit bekannt, dass die Valovis Bank (bis 9. März 2007 Karstadt Hypothekenbank AG) den größten Anteil der Forderungen beim Highstreet-Konsortium mit 850 Mio. € hält. Die Gespräche der Berggruen Holdings mit der Valovis Bank gestalteten sich schwierig und langwierig. Die Verhandlungen stockten zu Beginn für mehrere Wochen vor allem bei der Frage des 850-Mio.-Kredits an Highstreet. Nach der Debatte um die Schuldfrage, ob Valovis die Quelle-Liquidation im Oktober 2009 mit verursacht hatte, schien Valovis ein weiteres Mal gegen die Interessen der Mitarbeiter zu handeln wegen der anfänglichen Verhandlungsblockade gegenüber Berggruen. Überdies wurde ihr später von interessierter Seite her eine Bevorzugung für Borletti unterstellt. Am 6. Juli 2010 machte der Rechtsberater von Valovis, Hanns-Eberhard Schleyer, wieder ein Gesprächsangebot, und die Verhandlungen gingen danach nahezu kontinuierlich weiter. Die Valovis Bank hatte ihre Pfandbriefe nicht in CMBS umgewandelt.
Am 12. Juli 2010 wurde von der Valovis Bank eine Einigung verkündet. Dies schloss eine nicht zuvor abgesprochene Übernahme ihres 850-Mio.-€-Kredits von Goldman Sachs/Whitehall mit ein und wurde nach einem prompten Protest von Highstreet sofort widerrufen.
Schließlich konnten sich am 26. August 2010 die Berggruen Holdings mit der Valovis Bank in allen Punkten einigen. Der Vorstandsvorsitzende Robert Gogarten bedauerte die lange Verhandlungsdauer, die er auf die Vielzahl an Investoren zurückführte. Die Bank hält für ihr Darlehen von 850 Millionen Euro (intern: Senior A) 36 Waren-, Sport- und 17 Parkhäuser als Sicherheit. Die Parteien haben sich unter anderem darauf verständigt, dass Berggruen ein Vorzugsrecht erhält, dieses Darlehen bis 2014 abzulösen. Bei Mietrückständen darf Valovis beim KaDeWe die vereinbarten Mietreduktionen aussetzen und zu den alten Mieten zurückkehren („Miet-Step-up-Recht“).

### Arcandor-Insolvenz

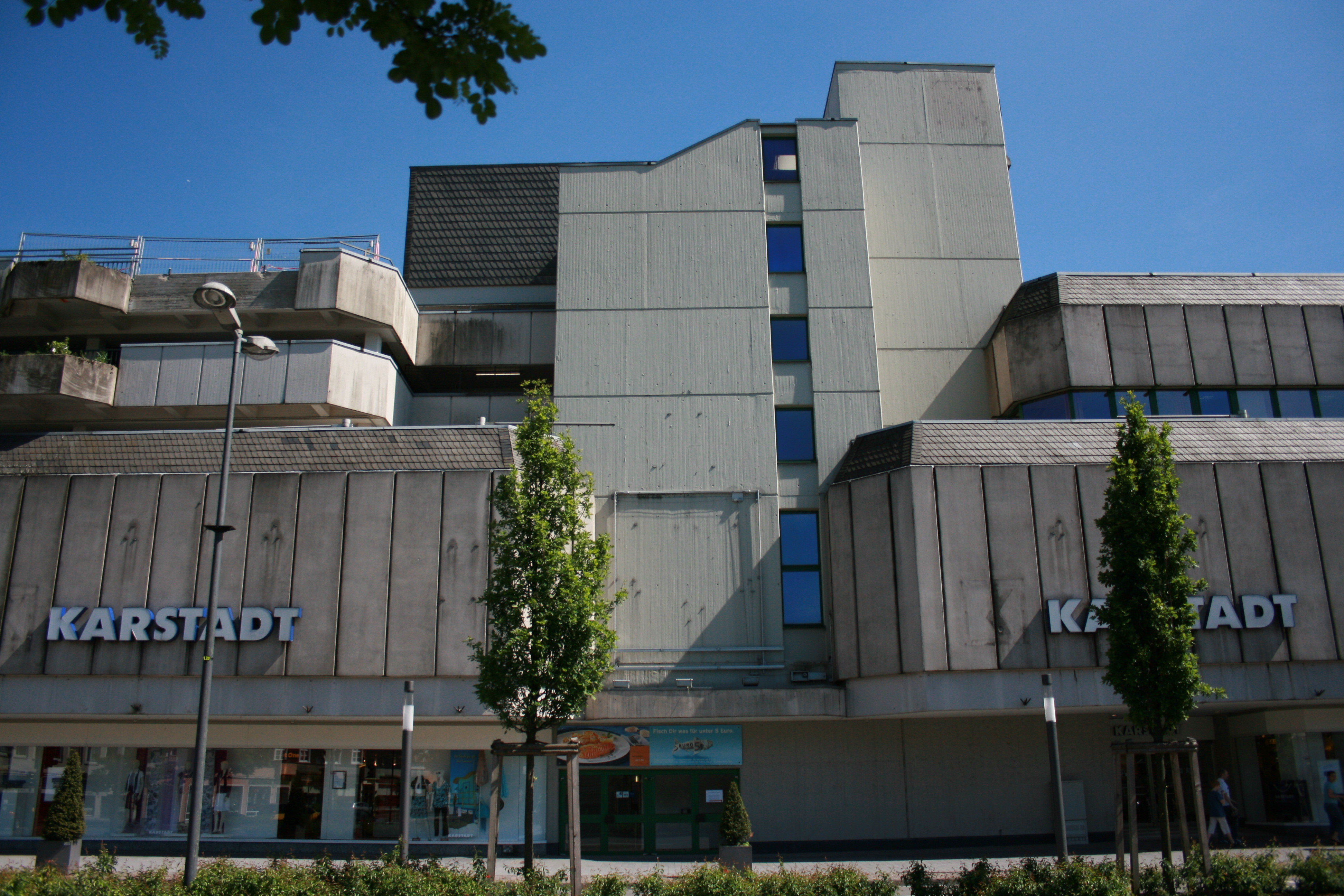
Karstadt-Filiale Gummersbach

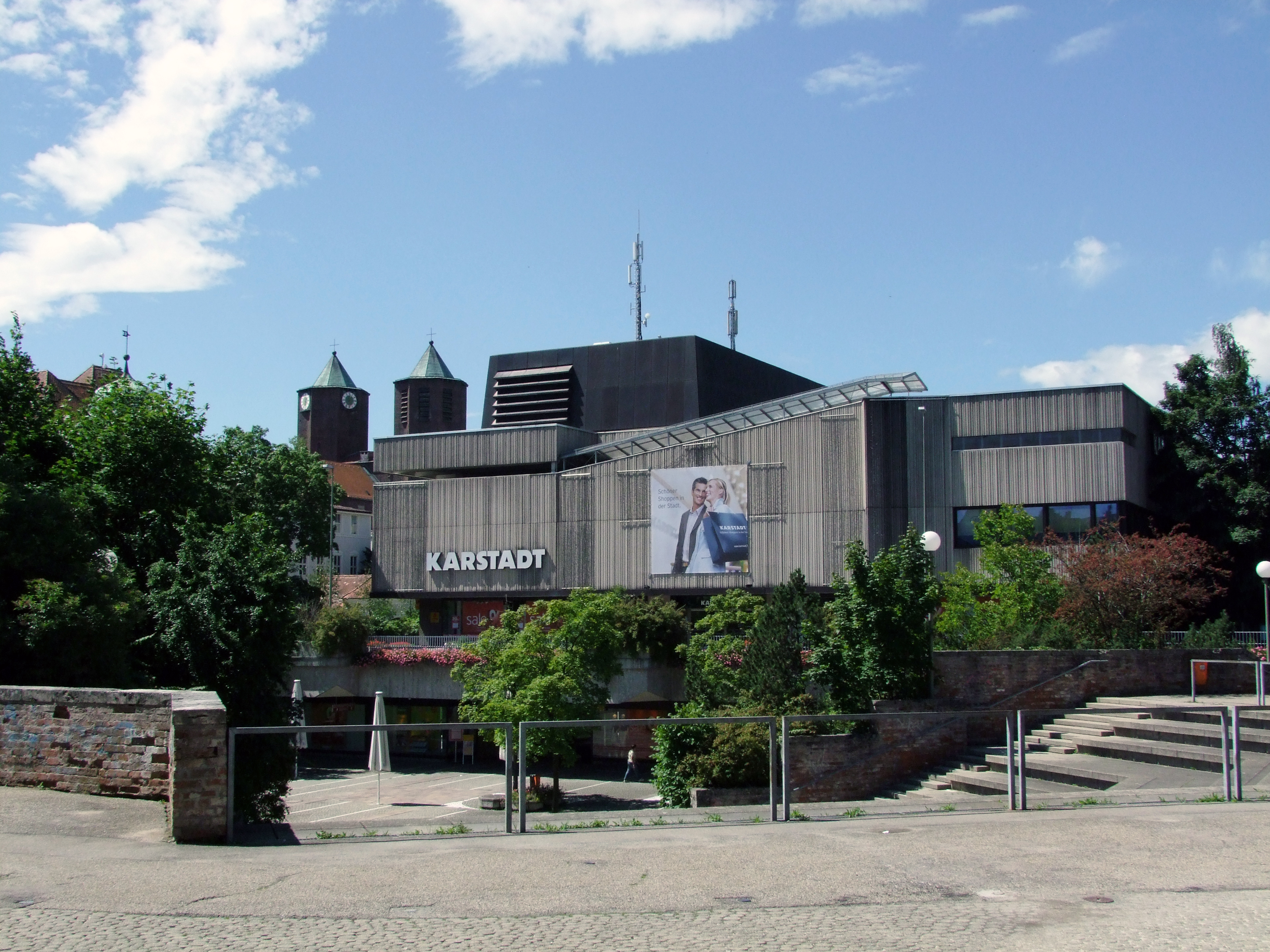
Karstadt-Filiale Memmingen

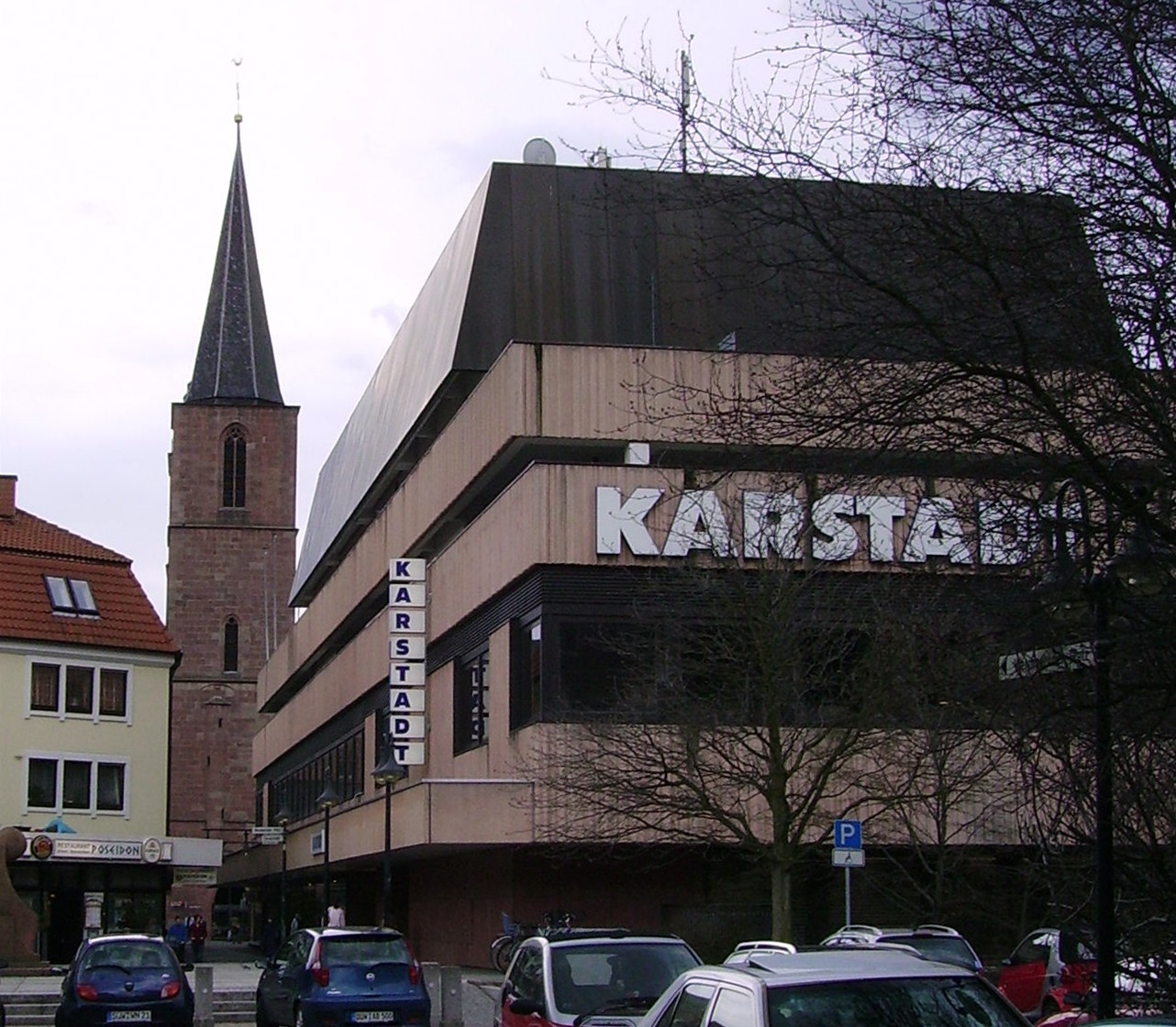
Karstadt-Filiale Neustadt a.d. Weinstraße

Am 6. Juni 2009 stellte Arcandor die Mietzahlungen für Karstadt ein, die Bundesregierung lehnte am nächsten Tag einen Notkredit für Arcandor endgültig ab, worauf sich Arcandor am 9. Juni 2009 für insolvent erklärte. Das Insolvenzverfahren wurde am 1. September 2009 offiziell eröffnet. Die Arbeitnehmer sagten Karstadt-Insolvenzverwalter Klaus Hubert Görg am 7. November 2009 einen Sanierungsbeitrag zu. Görg stellte am 1. Dezember 2009 seinen Sanierungsplan für Karstadt vor. 120 Filialen sollten erhalten bleiben und 13 unrentable Filialen mit 1200 Arbeitsplätzen wurden geschlossen.
Highstreet handelte 2008 mit Arcandor Mietverträge mit einer Laufzeit von 15 Jahren aus, die Mietsumme belief sich auf 280 Millionen Euro pro Jahr. Hinzu kamen 42,6 Millionen Euro Miete für die fünf Warenhäuser des Oppenheim-Esch-Fonds. Eine andere Gesamtsumme lautet auf 350 Millionen Euro Jahresmiete im Jahr 2008. Der Jahresumsatz von Karstadt betrug im Geschäftsjahr 2009 3,9 Mrd. €. Die hohen Mieten ab 2006 gelten neben der jahrzehntelangen Vernachlässigung des Kerngeschäfts als ein Teil der Ursachen für Karstadts Insolvenz. Während die durchschnittliche Miete beim Wettbewerber Kaufhof bei 7,59 € pro m² liegt, musste Karstadt vor der Insolvenz 11,27 € pro m² zahlen.
Zu einer weiteren Belastung wurden für Karstadt die Mieten der fünf Warenhäuser des Oppenheim-Esch-Fonds. Die Gebäude in München, Leipzig, Potsdam, Karlsruhe und Wiesbaden waren an Josef Esch verkauft, renoviert und dann zurückgemietet worden. In München betrug die Garantiemiete 23,2 % vom Umsatz, in Leipzig 19,6 %, in Potsdam 16,4 % und in Karlsruhe 14,5 % (Karstadt in Wiesbaden wurde verkauft). Im März 2010 wurde bekannt, dass die Zeichner des Oppenheim-Esch-Fonds auf ein Drittel ihrer Forderungen von zuletzt 33,5 Mio. Euro verzichten wollten. Wegen des Oppenheim-Esch-Fonds reichte Insolvenzverwalter Görg am 7. Juli 2010 eine Klage auf Schadensersatz in Höhe von 175 Mio. € gegen Middelhoff und zehn weitere ehemalige Vorstände und Aufsichtsräte von Arcandor beim Landgericht Essen ein.
Am 23. Februar 2010 beschloss in London eine Dreiviertelmehrheit der Anleihegläubiger, dem Insolvenzplan von Insolvenzverwalter Görg entgegenzukommen und auf einen Teil ihrer Ansprüche zu verzichten. Die Verhandlungen und Beratungen der deutschen und britischen Wirtschaftskanzleien mit den CMBS-Inhabern stellten ein Novum in der Geschichte der CMBS dar. Zum ersten Male wurden die Anleihefristen für CMBS verlängert, nämlich um zunächst drei Jahre von Juli 2011 bis Juli 2014. Außerdem willigten die Gläubiger ein, über fünf Jahre lang auf insgesamt 80 Millionen Euro Miete zu verzichten.
Die Verhandlungen erstreckten sich über acht Wochen und wurden vom Verhandlungsführer David Henriques von Cairn Capital als „unglaublich intensiv“ bezeichnet. Zu Verhandlungsbeginn zweifelte er gänzlich am Gelingen der Umstrukturierung („we’re not going to get this“). Es stellte sich als „unmögliche Aufgabe“ heraus, mit allen Gläubigern gleichzeitig zu verhandeln, daher konzentrierten sich er und seine Kollegen später auf eine Gruppe der wichtigsten Anleihegläubiger. Das Ergebnis dieser Verhandlungen wurde dann den übrigen Gläubigern einzeln präsentiert. CMBS-Analysten bezeichneten diese Vorgehensweise als ein mögliches Modell für künftige CMBS-Umstrukturierungen. Die Forschungsabteilung der Deutschen Bank kommentierte diese ersten Restrukturierungsverhandlungen mit Sorge: „Insbesondere der CMBS-Markt bereitet Sorgen, weil es hier nicht nur größere Unsicherheiten hinsichtlich der gesamten Marktgröße und der Fälligkeitsstrukturen gibt, sondern weil die atomistische Investorenstruktur eine Restrukturierung der Schulden durch Verlängerung von Verträgen deutlich erschwert.“
Bevor die deutsch-schwedisch-amerikanische Finanzgesellschaft Triton am 23. April 2010, dem letzten Tag der verlängerbaren Kauffrist, ein Kaufgebot vorgelegt hatte, wurde am 22. April 2010 ein Kaufinteresse von Goldman Sachs publik. Dabei wurden auch die Pläne der Bank bekannt, wonach Karstadt zunächst weitgehend komplett erhalten sollte. Später würden Filialschließungen folgen und schließlich käme es zum Verkauf oder Börsengang. Eine Fusion von Karstadt mit Kaufhof sei ebenfalls möglich.
Goldman Sachs hatte sich auch für den Fall vorbereitet, dass Triton mit seinem Angebot beim Gläubigerausschuss scheitern sollte. Ende Juni 2010 wurde ein auf den 20. Mai 2010 datiertes Eckpunktepapier bekannt, das mit dem Karstadt-Gesamtbetriebsratsvorsitzenden Hellmut Patzelt ohne Kenntnis von ver.di ausgehandelt wurde. Es sah weitere Einschnitte beim Personal und einem Abbau von Warenhäusern vor und stellte sich nicht gegen eine „mögliche Zerschlagung“ von Karstadt. Betriebsräte forderten daraufhin intern von Patzelt „Konsequenzen“.
Am 21. Mai 2010 machte der deutsch-amerikanische Investor Nicolas Berggruen eine Kaufofferte für Karstadt. Darin billigte er der Belegschaft keine weiteren Einschränkungen und Schließungen mehr zu, wollte dafür jedoch Highstreets Mieten mindern. Am nächsten Tag kündigte Dibelius ein eigenes Kaufangebot vom Highstreet-Konsortialführer Goldman Sachs an.
Drei Bieter stellten am 7. Juni 2010 dem Gläubigerausschuss ihre nachgebesserten Kaufangebote für Karstadt vor. Das Angebot des Goldman-Sachs-Unternehmens Whitehall wurde als erstes sogleich wegen der geringen Anfangsinvestition von ungefähr 20 Mio. Euro und aufgrund fehlender Sicherheiten abgelehnt. Nachdem auch Triton nicht den Ausschuss überzeugen konnte, wurde den Berggruen Holdings der Zuschlag für den Kauf von Karstadt erteilt. Die folgenden Verhandlungen leitete für die Berggruen Holdings ihr COO Jared Bluestein.

### Chronik der Verhandlungen
Über drei Monate lang stand Karstadt im Zentrum eines zähen Machtkampfs zwischen den gegensätzlichen Mietinteressen von Highstreet und Berggruen. Während Highstreet von den Rendite-Interessen der Finanzwirtschaft und des Metro-Vorstandsvorsitzenden Eckhard Cordes bevorzugt wurde, sammelten sich hinter Berggruen beschäftigungspolitische Interessen, was zeitweilig auch das Regierungskabinett entzweite. Nachdem der Insolvenzverwalter Görg damit gescheitert war, für das Versandhaus Quelle einen Investoren zu finden, wollte er zumindest Karstadt als ganzes Unternehmen vor der Zerschlagung bewahren. Die Bundesministerin für Arbeit und Soziales, Ursula von der Leyen, nahm Berggruens Aufruf zur Vermittlung an und setzte sich mit den Highstreet-Konsorten in Verbindung. Die Vermittlung zu den Kapitalgebern von Highstreet übernahm ihr zeitweiliger Mitarbeiter Thomas Heilmann, der seine Tätigkeit für seine PR-Agentur Scholz & Friends während dieser Zeit ruhen ließ und anschließend ganz aufgab. Die Gewerkschaft ver.di setzte unter Federführung der stellvertretenden Vorsitzenden Margret Mönig-Raane nahezu von Anfang an auf Berggruens Angebot und warb für sein Konzept bei hochrangigen Vertretern der Highstreet-Konsorten.
In der ersten Zeit der Verhandlungen setzte sich Goldman Sachs für möglichst geringe Mietnachlässe ein. Später tat dies die Deutsche Bank mit ihrer vorübergehenden Unterstützung für den italienischen Luxuswarenhaus-Unternehmer Maurizio Borletti, der höhere Mieten bezahlen wollte als Berggruen.
Zeitweise wurden die Verhandlungen von den beiden größten Highstreet-Konsorten als auch von Seiten der Valovis Bank ausgesetzt. Das Amtsgericht Essen musste während der Verhandlungen drei Mal den Prüfungstermin für den Insolvenzplan verschieben (10. Juni, 16. Juli, 10. August 2010), da eine Einigung von Highstreet immer weiter hinausgeschoben wurde. Der nächste Gerichtstermin am 3. September entwickelte sich schließlich zum endgültigen Tag der Entscheidung. Denn mittlerweile wollten die fernöstlichen Karstadt-Lieferanten nicht mehr länger warten, da im September die Bestellfrist der Textilwaren für die nächste Saison auslief.

#### Elf Wochen Stagnation
- Zum Verhandlungsauftakt konfrontierte Highstreet Berggruen mit einer Forderung nach einer Beteiligung am Unternehmensgewinn von Karstadt als Ausgleich für die Mietreduktionen, andernfalls drohe die Liquidation.[29] Diese Forderung wurde von einigen Gläubigern gestellt[64] und später wieder fallengelassen.

- Die Gespräche zwischen Highstreet und Berggruen kamen am Anfang nur schleppend voran. Später wurde bekannt, dass Dibelius währenddessen vergeblich versucht hatte, Karstadt mitsamt der Immobilien an den spanischen Warenhaus-Monopolisten El Corte Inglés zu verkaufen.[76]

- Am 20. Juni 2010 machte Highstreet erstmals ein Angebot über Mietsenkungen von rund 400 Millionen Euro über mehrere Jahre hinweg.[77] Highstreets Angebot setzte sich zusammen aus Mietminderungen von 230 Mio. Euro in den nächsten fünf Jahren und aus dem Verzicht auf die ursprünglich vereinbarten Mietsteigerungen von 160 Mio. Euro über drei Jahre.[64] Damit habe Highstreet eine „Schmerzgrenze“ überschritten.[77] Das Angebot wurde von Berggruens Unternehmenssprecher vorerst abgelehnt mit dem Hinweis auf die immer noch fehlenden „marktüblichen Konditionen“.[78] Tatsächlich lagen Berggruens Forderungen zunächst bei der nahezu doppelten Summe.[77] Am Verhandlungsende blieb es bei 400 Millionen Euro.[79]

- Der Karstadt-Gesamtbetriebsratsvorsitzende Hellmut Patzelt forderte am 21. Juni 2010 in der BamS eine Sondersitzung des Gläubigerausschusses, da sich Berggruen weigere, die von Highstreet angebotenen Mietminderungen zu akzeptieren. Damit drohe die Karstadt-Rettung endgültig zu scheitern.[80] Die Berliner Zeitung sah hinter Patzelts Forderung nach einer Dringlichkeitssitzung einen Versuch von Highstreet, Berggruen aus dem Kaufvertrag zu drängen.[81] Insolvenzverwalter Görg lehnte eine Einberufung der Gläubiger zu einer Sondersitzung ab, da er weiterhin Chancen zu einer Einigung sehe.[82]

- Nach Angaben von Görg wechselte die Deutsche Bank „schon am 23./24. Juni ungefähr zeitgleich mit der Ausformulierung der Vertragswerke und der Festlegung der letzten offenen Details“ von Berggruen zu Maurizio Borletti.[83] Am 24. Juni 2010 meldete sich Borletti in den Medien zu Wort. Berggruen wolle Karstadt aufteilen, um es sogleich wieder zu verkaufen, und der Investor habe keine Erfahrung in der Branche im Gegensatz zu ihm.[84] Nach vier Wochen Medienabstinenz gab Borletti am 22. Juli 2010 erneut ein Interview in der Bild-Zeitung[85] und war von da an nahezu täglich in den Schlagzeilen mit einer Medienkampagne gegen Berggruen und für sein nachträgliches Kaufangebot von Karstadt. Als Berater für Öffentlichkeitsarbeit hatte Borletti die PR-Agentur Hering Schuppener engagiert, die bereits für die Arcandor AG zur Image-Verbesserung tätig gewesen war.[86]

- Am 29. Juni 2010 brachte die Süddeutsche Zeitung die Meldung heraus, wonach die Einkünfte von Insolvenzverwalter Görg im Fall Karstadt „nach SZ-Informationen aus Verhandlungskreisen bei mehr als 50 Millionen Euro liegen. Mancher rechnet gar mit 55 Millionen Euro.“[87] Der SZ-Artikel relativiert Görgs Honorar unter anderem mit den Angaben, dass davon zwanzig Mitarbeiter über mehrere Jahre hinweg bezahlt werden müssen. Später erwiderte Görg darauf indirekt: „Hätten die Beteiligten ebenso viel Energie in konstruktive Lösungen wie in Medienkampagnen gesteckt, dann könnte Karstadt sich schon heute noch erfolgreicher am Markt positionieren.“[88]

- Berggruen stellte Highstreet am 2. Juli 2010 ein Ultimatum, bis zum 6. Juli zu einem Treffen derjenigen Gläubiger einzuladen, die bisher dem Eckpunktepapier für die Mieten („Master Lease Agreement“[89]) noch nicht zugestimmt hatten.[90] Drei Tage später ließ er das „Master Lease Agreement“ (Generalmietvertrag[91]) ins Netz stellen.[89] Highstreet ging nun darauf ein und lud am 6. Juli 2010 zur nächsten Gläubigerversammlung am 28. Juli 2010 in London ein.[92] Der nächste Prüfungstermin beim Amtsgericht Essen am 16. Juli 2010 war damit übergangen worden, doch hinter dieser Zeitspanne steht eine satzungsgemäße Einladungsfrist der Gläubiger von mindestens 21 Tagen.[93]

- Am 4. Juli 2010 verbreitete die Bild-Zeitung die Schlagzeile: „Gutes Geschäft. Berggruen zahlt für Karstadt nur einen Euro.“ Der Artikel relativiert seine Überschrift durch die Angaben, dass Berggruen sich zu 65 Mio. Euro Investitionen sowie zu 5 Mio. Euro für die Namensrechte verpflichtet hatte.[94]

- Berggruen rief am 5. Juli 2010 die Bundespolitik um Hilfe und Vermittlung auf, da Highstreet die Verhandlungen blockiere.[95] Während Bundeswirtschaftsminister Rainer Brüderle Berggruens Wunsch zunächst als Finanzhilfe missverstand und auch eine Vermittlung ablehnte,[96] wiederholte Bundesarbeitsministerin von der Leyen ihre Bereitschaft zu einer Unterstützung der Verhandlungen,[97] die sie am 25. Juni 2010 erstmals öffentlich geäußert hatte.[98] Der SPD-Vorsitzende Sigmar Gabriel warf daraufhin Brüderle vor, dass es „eine Schande“ sei, im Fall Karstadt „tatenlos“ zu bleiben.[97]

- Das Amtsgericht Essen verlängerte am 16. Juli die Verhandlungsfrist auf den 10. August 2010.[99]

- Dibelius ließ am 25. Juli 2010 über Bild verbreiten: „Wir haben den Weg zu einer Einigung frei gemacht.“[100] Dies galt als Signal für eine Aufgabe des Widerstands von Goldman Sachs gegen Berggruen. Das Wirtschaftsmagazin WirtschaftsWoche interpretierte dieses Zugeständnis als Versuch von Dibelius, „sein Ansehen in Berlin zu verbessern“.[101]

- Nachdem am 28. Juli 2010 die Gruppe der Anleihegläubiger (bond holder) dem Vertragsentwurf mit Berggruen zugestimmt hatte, verbreitete eine dpa-Meldung die Erwartung, eine „Gesamtlösung für Karstadt rückt näher“.[102]

- Acht Wochen nach Ablauf des Bieterverfahrens am 7. Juni 2010 reichte der italienische Warenhaus-Unternehmer und Highstreet-Konsorte (2 %) Maurizio Borletti am 30. Juli 2010 ein Kaufangebot für Karstadt bei der Insolvenzverwaltung von Arcandor ein.[103]

- Eine Sprecherin der Gewerkschaft ver.di äußerte am 5. August 2010 ihr „Mißtrauen“ gegenüber dem nachträglich hinzugekommenen Bieter Borletti unter Hinweis auf die hohen Verluste seiner Warenhausketten Printemps und La Rinascente.[104] Borletti wolle Karstadt nicht als Ganzes erhalten, sondern habe lediglich Interesse an den Premium-Häusern. Weitere Filialen wolle der Unternehmer vermutlich an den Kaufhof-Eigentümer Metro Group verkaufen, dessen Vorstandsvorsitzender Eckhard Cordes Interesse an etwa der Hälfte der Filialen hat und gute Kontakte zu Borletti pflegt.[104] Borlettis Verluste (−28 Mio. € 2008/09 bei Printemps; −6,6 Mio. € 2009 bei La Rinascente) und sein Kontakt zu Cordes wurden in den deutschen Medien weitgehend übergangen, einzig das Fernsehmagazin Report Mainz[105] und der Karstadt-Kenner Hagen Seidel[106] von der Tageszeitung Die Welt machten nach ver.di noch einmal darauf aufmerksam.[107]

- Trotz der noch immer ausstehenden Verhandlungseinigungen beschloss das Amtsgericht Essen am 10. August 2010 keine Liquidation.[108] Das Gericht verschob ein weiteres Mal seinen Prüfungstermin auf den 3. September 2010 und kam damit Görgs Wunsch nach einer Verhandlungsverlängerung entgegen.[109]

- Das Nachrichtenmagazin Der Spiegel veröffentlichte vorab am 14. August 2010, dass der Deutsche-Bank-RREEF-Direktor Andrea Vanni in einem Gespräch mit Görg für Borletti als Käufer geworben hatte.[110] In Bankenkreisen wurde das Engagement der Deutschen Bank für Borletti mit den hohen Investitionen erklärt, welche die Deutsche Bank im Gegensatz zu Goldman Sachs noch nicht amortisieren oder abschreiben konnte.[111]

#### Endphase
- Berggruen lud am 24. August 2010 zu einem vorgezogenen Gläubigertreffen am 31. August 2010 nach London ein, um rechtzeitig vor dem 3. September 2010, dem mittlerweile vierten Prüfungstermin des Amtsgerichtes Essen für den Insolvenzplan, die Verhandlungen mit den Gläubigern abschließen zu können. Binnen zwei Stunden erfolgte eine Ablehnung von Highstreet aus formalen Gründen.[112] Es blieb bei dem Treffen am 2. September, 24 Stunden vor der Entscheidung des Amtsgerichts. Daraufhin ließ Berggruen in der letzten Woche vor dem 3. September sehr intensiv mit den Gläubigern über die noch offenen Einzelverträge verhandeln.[113]

- Berggruen Holdings konnte sich am 25. August 2010 mit der Valovis Bank als größtem Einzelgläubiger mit 36 Warenhäusern abschließend einigen.[42] Als Mediator hatte sich Hanns-Eberhard Schleyer zur Verfügung gestellt.[114]

- Am 25. August 2010 warf Berggruen in einem Interview mit der Frankfurter Allgemeinen Zeitung der Deutschen Bank vor, trotz fertig ausgehandelter Verträge Borletti zu unterstützen.[115] Das Handelsblatt kommentierte das Interview mit der Schlagzeile: „Berggruen stänkert gegen die Deutsche Bank“.[116] Der Wortlaut dieser Aussage wurde häufig übernommen und variiert in „ätzt“,[117] „giftet“,[118] „wettert“.[119] Die Reaktion der Deutschen Bank dagegen wurde wiedergegeben mit „Deutsche Bank kritisiert Investor Berggruen“.[120]

- Borletti schickte am 26. August 2010 ein erneuertes Kaufangebot an den Insolvenzverwalter Görg[121] und spekulierte öffentlich auf ein Scheitern Berggruens beim Gläubigertreffen in London am 2. September 2010.[122] Die Hoffnung auf ein Scheitern Berggruens gründete sich unter anderem auf einer Empfehlung von Highstreet für einen „Vorratsbeschluss“ der Gläubigerversammlung, im Falle einer Ablehnung von Berggruens Angeboten Borletti den Zuschlag zu erteilen.[123]

- Der Vorstand der Deutschen Bank für das Deutschland-Geschäft, Jürgen Fitschen,[124] sprach sich am 28. August 2010 in einem Interview mit der Tageszeitung Die Welt öffentlich für Berggruen aus.[125]

- Görg intervenierte öffentlich am 31. August 2010 und erteilte Borletti eine „vernichtende“ Absage.[126] Entgegen Borlettis Behauptungen habe dieser keinen mit Highstreet ausgehandelten Mietvertrag geschickt, sondern nur ein Memorandum of Understanding.[127] Borlettis weitere Behauptung, sein Angebot sei besser als das von Berggruen, erschließe sich ihm nicht. Tatsächlich liege ihm nicht „ein formgerechtes, unkonditioniertes Angebot auf der Grundlage einer externen Finanzierung“ vor.[128] Außerdem lasse Borletti offen, wie das angekündigte 100 Mio.-Euro-Darlehen von Gordon Brothers abgesichert sei und wie hoch die Zinsbelastung für Karstadt werde.[129] Sein Angebot sei daher „ohne Substanz“ und „nicht unterschriftsreif“.[126]

- Am 1. September 2010 schickte Insolvenzverwalter Görg seinen Liquidationsplan an die Gläubiger.[130] Dadurch erhöhte er den Druck zu einer Einigung für Berggruen. Die Vermieter und die Gläubigerversammlung konnten damit nicht mehr darauf spekulieren, dass er sich nach Berggruens Scheitern für Borletti als Käufer einsetzen werde.

- Borletti „verharrte“ nicht „in Warteposition“,[131] sondern versuchte bis zum 2. September 2010, eine Sperrminorität mit Anteilen von Mezzanine-Gläubigern gegen Berggruen zu erwerben.[132]

- Am 2. September trafen sich in London die Vertreter der etwa 200 Anleihegläubiger (bond holder) von Fleet Street Finance Two, von denen mehr als 75 Prozent zustimmen mussten. Überdies hatten über 80 Mezzanine-Gläubiger aus aller Welt einstimmig für Berggruen abzustimmen. Allerdings waren dafür keine brieflichen, sondern nur elektronische Unterschriften notwendig.[133]

- Die letzten Unterschriften zweier Gläubiger[134] trafen am 3. September 2010 anderthalb Stunden nach Ablauf der Frist beim Amtsgericht Essen ein, welches daraufhin den Insolvenzplan mit dem Kaufvertrag für Karstadt für rechtsgültig erklärte.[135] Bundesministerin von der Leyen bedankte sich öffentlich beim Deutsche-Bank-Vorstand Jürgen Fitschen für seine Hilfe,[136] wie zuvor schon Mönig-Raane.[72] Beobachter würdigten dessen Übernahme von „sozialer Verantwortung“.[137] Berggruen lobte von der Leyens Unterstützung[138] und äußerte seine Bereitschaft zu einer konstruktiven Zusammenarbeit mit der Highstreet Holding.[139]

#### Rezeption
Je länger sich die Verhandlungen zwischen den Highstreet-Konsorten, Gläubigern und den Berggruen Holdings hinzogen, desto größer wurde der allgemeine Unmut, die Ungeduld und Unsicherheit. Die anfängliche Zuversicht machte schon bald einer Lagebeschreibung Platz, in der Begriffe häufige Verwendung fanden wie „Poker“, „Drama“, „Krimi“, „Gezerre“, „Zitterpartie“, „Hängepartie“, oft mit dem Vorwort „Karstadt-“ versehen. Der Ton verschärfte sich nach einer Reihe von verfrühten Erfolgsmeldungen und ihren Widerrufen in „Schlammschlacht“ „Chaostage“, „Nervenkrieg“, „Rosenkrieg“, „dem immer unsäglicher werdenden Gezänk“ und „einem bisweilen kaum noch erträglichen Hauen und Stechen“.
Aus den Kreisen von Gewerkschaft, Justiz und Werbebranche wurden Äußerungen über die Einmaligkeit der Vorgänge publik und damit der „Rückschläge und Störattacken“. Die stellvertretende ver.di-Vorsitzende Margret Mönig-Raane sprach von einem „einmaligen Vorgang, dass eine Vertragsverhandlung solche Sprünge, Rückwärtssalten und sonst was macht“. Ein Sprecher des Essener Amtsgerichts äußerte: „Das hat es so noch nicht gegeben“, und ein Werbefachmann war erstaunt über die Methoden seiner Kollegen: „So etwas habe ich in fast 20 Jahren nicht erlebt.“ Die Undurchsichtigkeit der Vorgänge und die Anonymität der Gläubiger verstärkten die allgemeine Ratlosigkeit und Verunsicherung: „Jetzt kann wirklich niemand mehr erwarten, dass Kunden oder Mitarbeiter von Karstadt die Vorgänge bei diesem beispiellosen Warenhaus-Poker noch verstehen.“
Eine bedeutende Funktion in der Berichterstattung über die Karstadt-Verhandlungen nahm die umstrittene deutsche Boulevardzeitung Bild ein, die dadurch eine weitere Aufwertung erfuhr. Wichtige Ankündigungen und Stellungnahmen von Dibelius und Borletti (zuvor auch von Dibelius-Freund Cordes) wurden von BamS und Bild exklusiv veröffentlicht. Berggruen zollte dieser Informationspolitik und Parteilichkeit Tribut und suchte am 3. September 2010 die Berliner Bild-Redaktion für ein kurzes Interview auf. Darin ließ er an Highstreet übermitteln, dass er an einer konstruktiven Zusammenarbeit interessiert ist.
Nach der Zustimmung des Essener Amtsgerichts für den Insolvenzplan am 3. September 2010 reagierte die Öffentlichkeit mit einer allgemeinen „Erleichterung“ und einem „Aufatmen“ über den positiven Ausgang der Verhandlungen von Highstreet mit Berggruen. Die fünfzehnmonatige Unsicherheit der Beschäftigten in den Filialen während der Insolvenzphase wurde als beendet angesehen und machte dort einer großen Freude und Zuversicht Platz. Die Oberbürgermeister und der Einzelhandel der betroffenen Städte äußerten ebenfalls ihre Erleichterung, dass eine Schließung von Karstadt-Filialen abgewendet wurde. Da sich in vielen deutschen Mittelstädten große Teile des innerstädtischen Einzelhandels an den Karstadt-Warenhäusern ausrichtet, hätte eine Schließung von Karstadt „eine starke Segmentierung hin bis zum Verfall“ der Innenstädte zur Folge gehabt. Dieser Standpunkt wurde auch von Berggruen und der Gewerkschaft ver.di vertreten.
Mehrere akademische Einzelhandelsexperten schätzen nach wie vor die Zukunft von Karstadt mehr oder weniger skeptisch ein, andere sehen dagegen Chancen für eine Konsolidierung. Analysten und andere Vertreter von Banken bestehen unverändert auf einer Fusion von Karstadt mit Kaufhof.

## Bedeutung der CMBS

### Hohe Mieten
Die hohen Mieten galten neben der jahrzehntelangen Vernachlässigung des Kerngeschäfts von Karstadt als eine der Hauptursachen für die Insolvenz.
Berggruen bewertete die Mieten später als „nicht marktüblich“ und wollte diese daher reduzieren.
Die Aussicht der Highstreet-Anleger auf steigende Mieteinnahmen machte die verbrieften Hypotheken von Highstreet zusätzlich lukrativ.

### Viele Gläubiger
Das Insolvenzverfahren wurde am Ende durch die „atomistische Investorenstruktur“ von mehreren hundert CMBS-Kapitalgebern übermäßig in die Länge gezogen. Insolvenzverwalter Görg hatte nur wenig Handhabe zur Einigung der untereinander uneinigen Highstreet-Konsorten und Gläubiger. Eine Übereinkunft mit Berggruen oblag letztlich der Einsicht und dem guten Willen aller Beteiligten:
„Die Leistung [von Görg] ist auch deshalb so interessant, weil der Fall Arcandor zeigt, wie sehr sich die Anforderungen an Insolvenzverwalter durch immer kompliziertere Finanzkonstrukte geändert haben. Die altbewährte Arbeitsweise, die wichtigen Gläubiger so lange in einen Raum zu sperren, bis alle am Tisch mit dem Kopf nicken, ist heute kaum mehr möglich. Gespensterhafte Investorenkonsortien wie Highstreet, bei denen niemand weisungsbefugt ist und die von Anwälten auf Honorarbasis vertreten werden, sind so nicht mehr zu greifen.“
Görgs möglicher Einfluss zur Einigung, den er durch die CMBS-bedingte Zersplitterung der Anleger verloren hatte, wurde wieder durch öffentlichen Druck ausgeglichen. Die beiden Banken Goldman Sachs und Deutsche Bank als wichtigste Highstreet-Konsorten befürchteten einen Ansehensverlust als „Karstadt-Killer“ bei einem der bekanntesten deutschen Traditionsunternehmen. Die fehlende Regulierung von CMBS-Verbriefungen im Falle einer Insolvenz wurde selbst vom Highstreet-Konsorten Deutsche Bank kritisiert, „weil letztlich der Mangel eines regulatorischen Rahmenwerks in Krisenzeiten für eine strukturell höhere Ausfallgefährdung sorgt.“ Für Investor Berggruen waren diese Verhandlungen sein „kompliziertestes“ Geschäft.

## Filme
- Video  Glückliche Rettung eines Kaufhauses in der ZDFmediathek, abgerufen am 27. Januar 2014. (offline), Fernseh-Reportage, Deutschland, 2010, 2:47 Min., Regie: Thadeus Parade, Produktion: ZDF, Redaktion: Heute-journal, Erstsendung: 3. September 2010.
- Karstadt – Tag der Entscheidung. Fernseh-Reportage, Deutschland, 2010, 1:37 Min., Regie: Wolfgang Bausch, Produktion: WDR, Redaktion: Morgenmagazin, Erstsendung: 2. September 2010.
- Video  Weiter Bangen um Karstadt in der ZDFmediathek, abgerufen am 27. Januar 2014. (offline), Fernseh-Reportage, Deutschland, 2010, 1:28 Min., Regie: Ina Baltes, Produktion: ZDF, Redaktion: heute in Deutschland, Erstsendung: 10. August 2010.
- Karstadt und die Banken. Trickst die Deutsche Bank auf dem Rücken der Beschäftigten? Fernseh-Reportage, Deutschland, 2010, 7:17 Min., Buch und Regie: Daniel Hechler und Ulrich Neumann, Produktion: SWR, Redaktion: Report Mainz, Erstsendung: 30. August 2010 im ARD, Filmtext mit Online-Video.
- Karstadt – Der große Schlussverkauf. Wie das Warenhaus in die Pleite geriet. Dokumentarfilm, Deutschland, 2010, 45 Min., Buch und Regie: Ingolf Gritschneder und Georg Wellmann, Produktion: WDR, Erstausstrahlung: 24. Februar 2010, 23.30 Uhr im ARD, Inhaltsangabe (Memento vom 2. April 2010 im Internet Archive).